# 塞尔希奥·阿圭罗
塞尔希奥·莱昂内尔·阿圭罗·德尔卡斯蒂略（西班牙語：Sergio Leonel Agüero del Castillo；1988年6月2日—），又稱坤·阿圭罗（西班牙語：Kun Agüero），出生於布宜諾斯艾利斯省，是一名阿根廷已退役職業足球員，世界足壇阿根廷傳奇之一，司職前鋒。
在2003年7月5日，阿圭罗代表独立队在阿根廷足球顶级联赛中登场。此时的距离他的15岁生日才过去了35天，也打破了马拉多纳保持了27年的阿根廷足球顶级联赛的最年轻出场纪录。
2006年，阿圭罗以2300万欧元的转会费加盟西甲球队马德里竞技。从2006年到2011年之间，阿圭罗获得了2007年金童奖、一座欧联杯冠军和一座欧洲超级杯冠军。
阿圭罗于2011年7月加盟英超劲旅曼城，当时的转会费是3500万英镑，成为2011年英超夏窗标王。事实证明，这笔交易相当成功。在曼城效力的10年间，他帮助球队获得了5个英超冠军奖杯。其中，2012年5月13日，在对阵女王公园巡游者的比赛中，阿圭罗在第93分钟20秒打入一粒进球，使曼城获得了44年以来首个顶级联赛冠军，所以93:20也成为了阿奎罗的一种象征。他还是曼城俱乐部的历史射手王、英超历史第四射手（184个进球）、英超外籍射手王、英超完成帽子戏法最多（12次）、为单一俱乐部进球最多的球员。阿圭罗也是2014-15赛季的英超金靴获得者，两次进入PFA年度最佳阵容。他和曼城赢得了6个联赛杯冠军（和费尔南迪尼奥是赢得该项赛事次数最多的球员）、1个足总杯冠军。
2021年，阿圭罗以自由球员的身份加盟西甲豪门巴塞罗那。2021年10月18日，在巴塞罗那对阵巴伦西亚的比赛中，阿奎罗在87分钟替补登场，也是他首次为巴塞罗那上阵。
国家队层面，阿圭罗代表阿根廷U-20参加了2005年和2007年的世青赛，并两次夺得该赛事的冠军。2008年，他代表阿根廷國家足球隊赢得了北京奥运会的金牌。2021年7月，他随阿根廷国家男子足球队夺得了2021年美洲杯冠军，这也是阿根廷2010年代黄金一代成员的第一个大赛冠军。截至目前为止，阿圭罗已为阿根廷国家男子足球队出场100次，参加了2010年、2014年和2018年的世界杯，以及2011年、2015年、2019年和2021年美洲杯和2016年的百年美洲杯。
2021年12月15日，阿古路因個人健康原因宣布退役。
2022年，阿圭罗以助理教练身份帮助阿根廷国家队夺得世界杯冠军。
2022年, 他组建了七人制足球战队Kunisports和Kunitas，參加了碧基的King's League和Queen's League。

## 早年经历
阿圭罗出生在被称为“南美巴黎”的阿根廷首都布宜诺斯艾利斯市内一处叫比利亚-伊塔蒂的贫民区，是Adriana Agüero与Leonel del Castillo的第二个孩子，有一个姐姐及四个弟妹。在阿圭罗家附近有块简陋的足球场，每天下午他都会翻出窗外同伙伴们踢上一会。比利亚的阳光很猛烈，小阿圭罗因此被晒得黑黝黝的。不过，这也练就了他凭借影子就能判断对手位置的绝活。
踢“野球”的阿圭罗就这样出名了。阿圭罗8岁时，踢球的技术已经相当了不起了，很有观赏性。
冈萨雷斯把阿圭罗推荐给了独立队的技术官员拉姆博特。在9岁的年纪，阿圭罗就加入了独立俱乐部。接下来，他的成长速度是惊人的。短短幾年间，他就从独立俱乐部第8级梯队打到了一队。

## 俱乐部生涯

### 阿根廷独立
阿古路的職業生涯始於阿根廷顶级足球联赛球隊獨立俱乐部，并以15歲35天（於2003年7月7日與聖洛倫索競技作賽）的年齡成為了阿根廷聯賽歷史上最年輕的上場球員，這一紀錄也打破了傳奇巨星馬拉多納所一直保持着的记录。

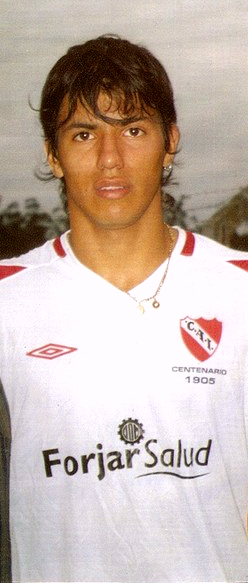
阿圭罗此时是独立队的新星

### 馬德里體育會

#### 2006-07赛季

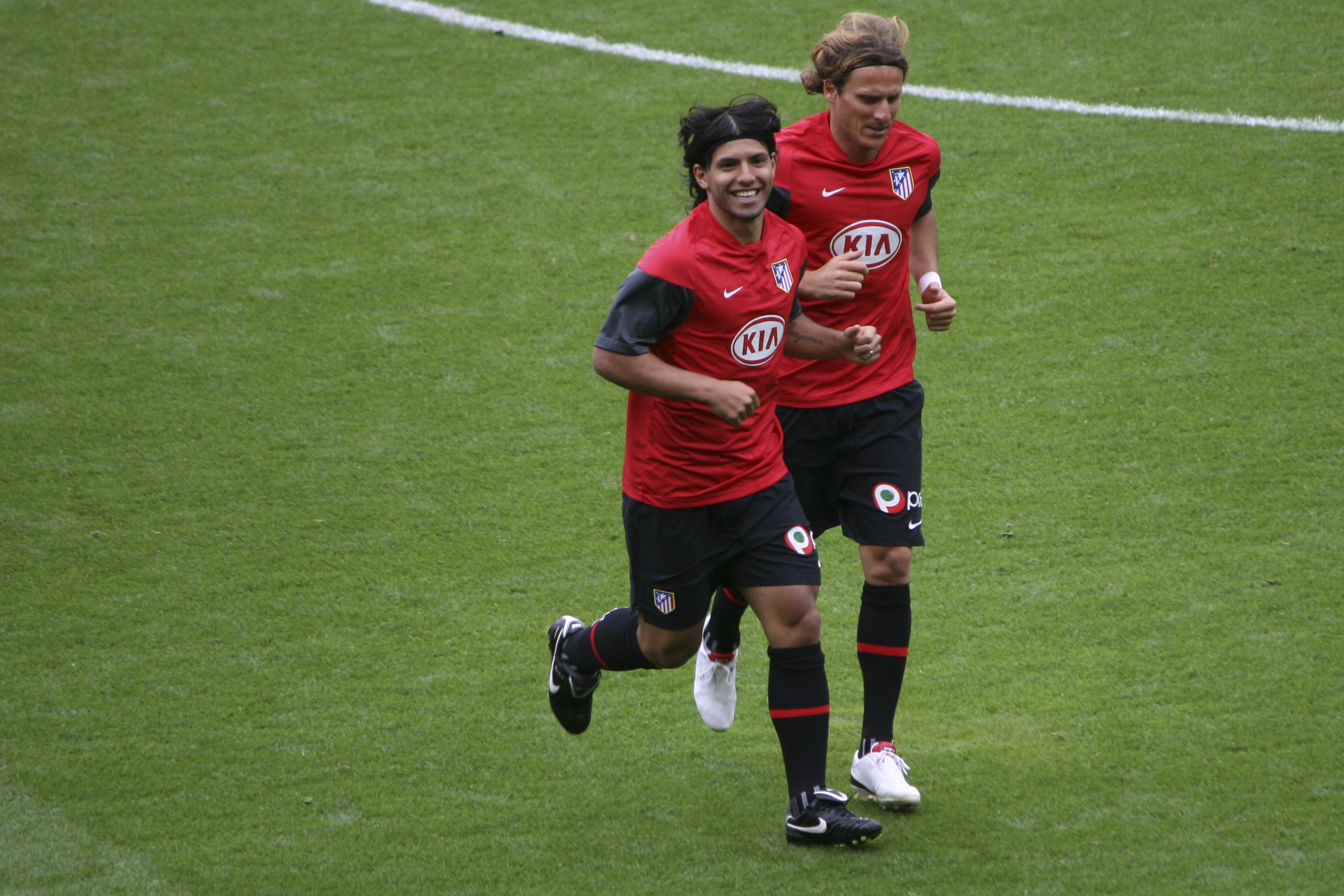
阿古路在馬體會效力時期與弗蘭組成的前鋒搭檔被認為是當時西甲最強鋒線組合之一

在2005-06賽季之後，阿古路轉會西甲球會馬德里體育會，被認定為是一顆冉冉升起的新星以及下一位馬勒當拿。
2006年5月，阿古路以约2000万欧元的身价加盟西班牙馬德里體育會俱乐部，打破了俱乐部此前的转会纪录。2006年10月，在对阵毕尔巴鄂的比赛中，阿圭罗打进了他在欧洲五大联赛的第一粒进球。他在馬德里體育會的第一个赛季结束时在所有比赛中均打进7球。马竞当赛季获得第七名。球队主帅选择将他带入和带入阵容，足以晋级欧联杯。

#### 2007-08赛季
在费尔南多·托雷斯于2007年夏天离开马竞之后，阿圭罗赢得了首发位置，并很快在19岁时成为该队最重要的球员。在2007-08赛季，他凭借19个进球，获得了西甲联赛铜靴，仅次于丹尼尔·居伊扎和路易斯·法比亚诺。
阿圭罗在2008年3月对阵巴塞罗那的比赛中赢得了很多赞誉。阿圭罗在那场比赛中两射一传，帮助马竞以4比2的成绩战胜了巴塞罗那。他在与皇家马德里，瓦伦西亚，塞维利亚和比利亚雷亚尔等球队打进了重要的进球，以帮助马竞取得第四名，并取得十年来的首次进入欧洲联赛的机会。

### 曼城

#### 2011-12赛季
他於2011年7月28日在個人推特上宣佈完成轉會手續，轉投英超球會曼城。
北京时间2012年2月17日，2011-12赛季欧联杯1/16决赛首回合的一场比赛卫冕冠军波尔图主场对阵英超劲旅曼城，替补上场的阿圭罗完成逆转绝杀，曼城客场2-1获胜。

##### 93:20逆转之夜
自加盟曼城後阿圭罗逐漸成為球隊的主力射手，更在2011-12英超賽季最後一場與女王公园巡游者足球俱乐部的比賽中，在94分鐘絕殺，為球隊拿下了英超冠軍。
2011-2012赛季阿圭罗以联赛23球助攻10次（主场进球16球，队内射手王，英超铜靴）帮助球队夺得了该赛季的英超冠军奖杯。

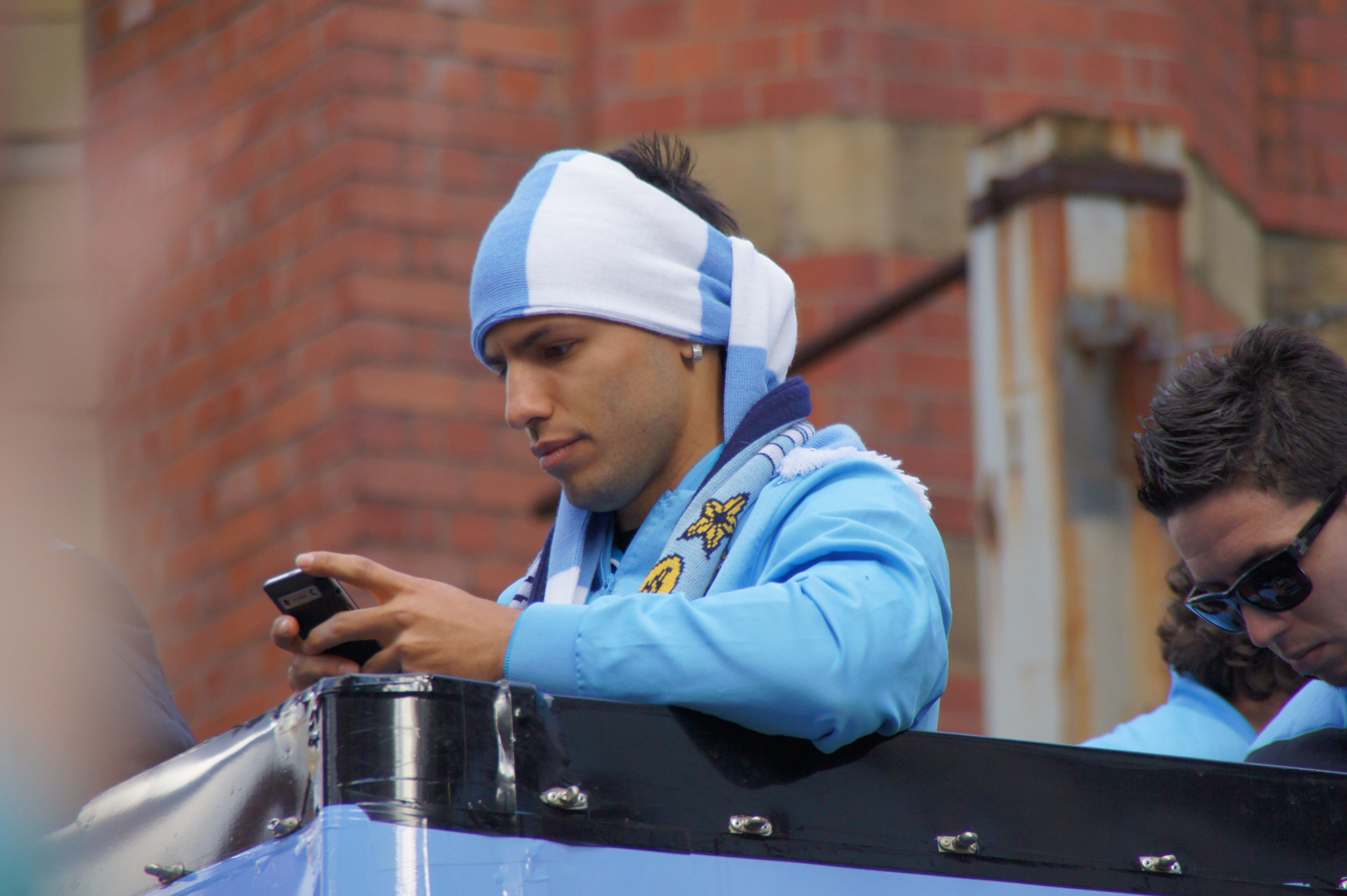
阿圭罗在庆祝游行中

#### 2012-13赛季
2012-2013赛季，阿圭罗联赛12球帮助球队取得了该赛季的英超亚军。

#### 2013-14赛季
2013年5月26日，曼城官方宣布，他们已经与阿根廷前锋阿圭罗续约到2017年。
北京時間8月15號，曼城官方宣佈同阿古路續約5年，續約之後，阿根廷前鋒將為藍月亮效力至2019年。據《曼徹斯特晚報》報道，阿古路五年合同總額約為5500萬英鎊。
2013-2014赛季，阿圭罗联赛出场23次，打进17球，帮助球队再次夺得英超冠军。

#### 2014-15赛季
2014年10月18日，阿圭罗在对阵热刺的比赛中打入4球，帮助曼城赢得了比赛。2015年5月3日，阿圭罗在对阵热刺的比赛中打入一球，帮助曼城取得3连胜，并且同时结束了客场的4连败。2014-15赛季，阿圭罗代表曼城出场33次，攻入26粒进球，获得该赛季英超联赛的金靴奖。
2014-15英超賽季，阿古路共射入了26球，為該季英超神射手。

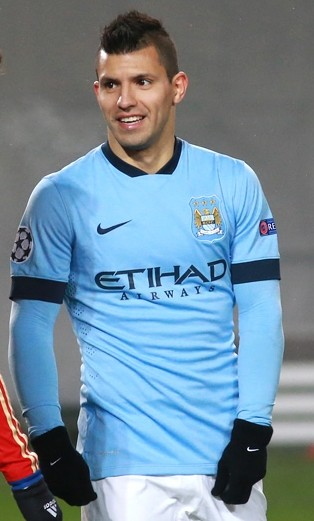
2014-15赛季是阿圭罗爆发式的赛季。该赛季他夺得了联赛射手王的称号。

#### 2015-16赛季
2015-2016赛季，曼城官网宣布阿圭罗将会在新赛季身披曼城10号球衣。在10号球衣原来的拥有者哲科离队后，阿圭罗成为了它新的主人。
2015年10月3日，阿圭罗在曼城6-1紐卡素的比賽中，一人射入五球，成為其中一位在英超一場比賽中射入最多球的球員。阿古路以23分鐘射入5球，更成為自英超成立以來，最快在一場比賽中完成五子登科的球員。

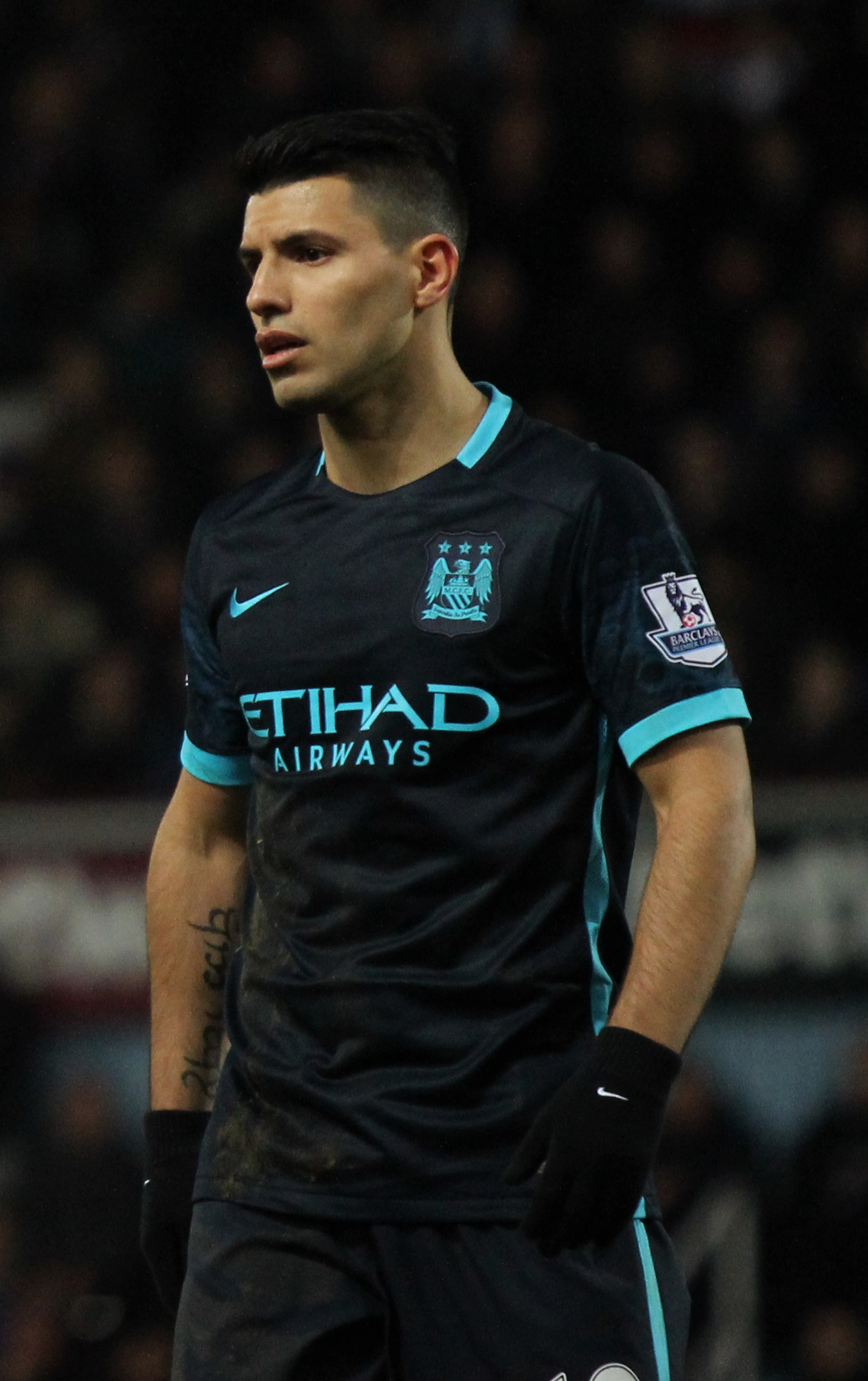
2015-16赛季，阿圭罗成为曼城的领军人物。

#### 2016-17赛季
2016-2017赛季，北京时间2月14日，英国媒体《太阳报》消息称，曼城天王阿圭罗因失宠或今夏离队，有可能加盟利物浦。英国媒体《镜报》指出，随着加布里埃尔·热苏斯的横空出世，阿圭罗在曼城主帅瓜迪奥拉手下失宠，西班牙人坦言，阿根廷前锋以后的日子可能更多时间坐在冷板凳上。其实，阿圭罗早些时候已经放话，他将在本赛季结束后考虑自己的未来，尽管他与曼城的合同2020年夏天到期。
北京时间2016年8月31日，曼城官方网站通报了英足总对阿圭罗暴力行为的指控，这位阿根廷前锋在对阵西汉姆的比赛中涉嫌肘击对方后卫里德。9月3日，英足总官方宣布，因阿圭罗在曼城vs西汉姆联中对温斯顿·里德的暴力行为，当场逃过红牌的阿根廷前锋将被追加停赛3场，阿圭罗遗憾地错过9月10日的本赛季首回合曼彻斯特德比战。2016-17赛季英超第10轮，曼城4-0大胜西布朗，阿圭罗贡献2球。北京时间11月2日，曼城主场3-1战胜巴塞罗那。但是打入的第三球因为阿圭罗的手球助攻遭受质疑。赛后阿圭罗承认手球，但是裁判认为进球有效。
2016年12月25日，英国《卫报》2016年度百大球星正式出炉，阿圭罗排名第11。

#### 2017-18赛季
2017年9月9日，阿圭罗在以5—0击败利物浦的比赛中一传一射，以124球超越约克成为英超非欧洲球员进球最多的球员。9月29日，阿圭罗在荷兰发生了车祸，结果一根肋骨骨折。2017年10月6日，英超联赛官方宣布，阿圭罗入选9月最佳球员候选提名。在11月初进行的与那不勒斯的比赛中，阿圭罗攻入了他在曼城队的第178个进球，打破了俱乐部的个人进球纪录，成为俱乐部历史上的头号射手。
2017-18赛季，阿圭罗代表曼城在各项赛事中出场39次，攻入30粒进球并贡献7个助攻。

#### 2018-19赛季
在2018-19赛季的第一场正式比赛中，阿圭罗攻入2球帮助曼城以2-0战胜切尔西，夺得社区盾杯。2019年1月3日，在曼城主场2-1战胜利物浦的天王山之战中，阿圭罗为球队首开记录。2月3日，在曼城主场3-1击败阿森纳的比赛中，阿圭罗完成帽子戏法。2月10日，在曼城主场6-0大胜切尔西的比赛中，阿圭罗生涯第二次对切尔西上演帽子戏法。
2018-19赛季，阿圭罗代表曼城在各项赛事中出场46次，攻入32粒进球并贡献10个助攻。

#### 2019-20赛季
2019年8月10日，阿圭罗在伦敦体育场对阵西汉姆联的比赛中替换热苏斯上场。伴随着曼城3比0的比分，西汉姆联球员因对马赫雷斯犯规而被判罚点球。阿圭奎罗主罚了点球，却被对方门将扑出。但是，VAR介入并重新裁决了犯规。阿圭罗在最后的5-0客场首场胜利中打进了二次判罚的点球，让曼城球迷们看到了卫冕英超冠军的希望。
2019年8月25日， 阿圭罗曼城战胜伯恩茅斯的比赛中攻入了职业生涯的第399个进球和第400个进球。
2020年1月12日，阿圭罗在以6比1战胜阿斯顿维拉的比赛中，打进了英超联赛职业生涯的第十二个帽子戏法，超越了蒂埃里·亨利的175个进球，一战两个成就。

#### 2020-21赛季
2020年10月17日，女助理裁判西恩·玛茜在曼城主場對阿森纳時，遭阿圭罗抓住脖子與肩膀，涉侵犯女助理裁判。她沒有將此事件報告給比賽的首席裁判克里斯·卡瓦納，因此比賽持續進行。
2021年3月14日，阿圭罗代表曼城首发出场对阵富勒姆。下半场阿圭罗打入一粒点球，时隔417天再次在英超赛场上进球。2021年3月30日，曼城官方网站宣布，阿圭罗将在今夏合同到期后离开曼城。阿圭罗为曼城效力10年后，将以自由球员的身份告别伊蒂哈德球场。
2021年5月23日，阿圭罗迎来了自己在伊蒂哈德球场的最后一战。这一场比赛中，他因伤替补登场，随后先后打入两粒进球，帮助曼城以5-0战胜埃弗顿。纵观英超历史，阿圭罗替补登场并梅开二度只有两次，一次是他的英超首秀，第二次则是他的英超最后一场比赛。同时，阿圭罗亦以184粒英超进球打破了鲁尼保持的英超球员在单一俱乐部的联赛进球纪录。赛后，曼城为阿圭罗举行了告别仪式。2021年5月30日，在2021年欧洲冠军联赛决赛中，阿圭罗替补登场，可惜没有改变局势，曼城痛失冠军，阿圭罗也错失了登上欧洲之巅的机会。

### 巴塞罗那
2021年5月31日，巴塞羅納官方正式宣布其加盟球隊。根据合同，他将在2021年7月1日正式加盟巴塞罗那。但消息指，阿古路本人不滿意球會不和美斯續約，並和律師商討以無條件方式解約離開，亦有消息指球會薪金資出不符合賽會規定，並向熱身賽受傷需要休養10星期的阿古路提早解約來符合賽會要求。10月17日，對上瓦倫西亞的比賽中以板凳上場迎來他在巴塞隆納的處子秀，最終巴塞隆納以3-1在魯營獲勝。10月24日，在西班牙德比中，在77分鐘替補上陣，同時也是他效力巴塞隆納的第一球。10月31日，對上阿拉維斯的比賽中，突然胸痛，並以手摸著胸口痛苦倒地，送醫後檢查出有心律不整的問題，將無法出賽3個月。
2021年12月15日，阿古路在諾坎普宣布退役，結束自己的足球生涯。

## 国家队生涯

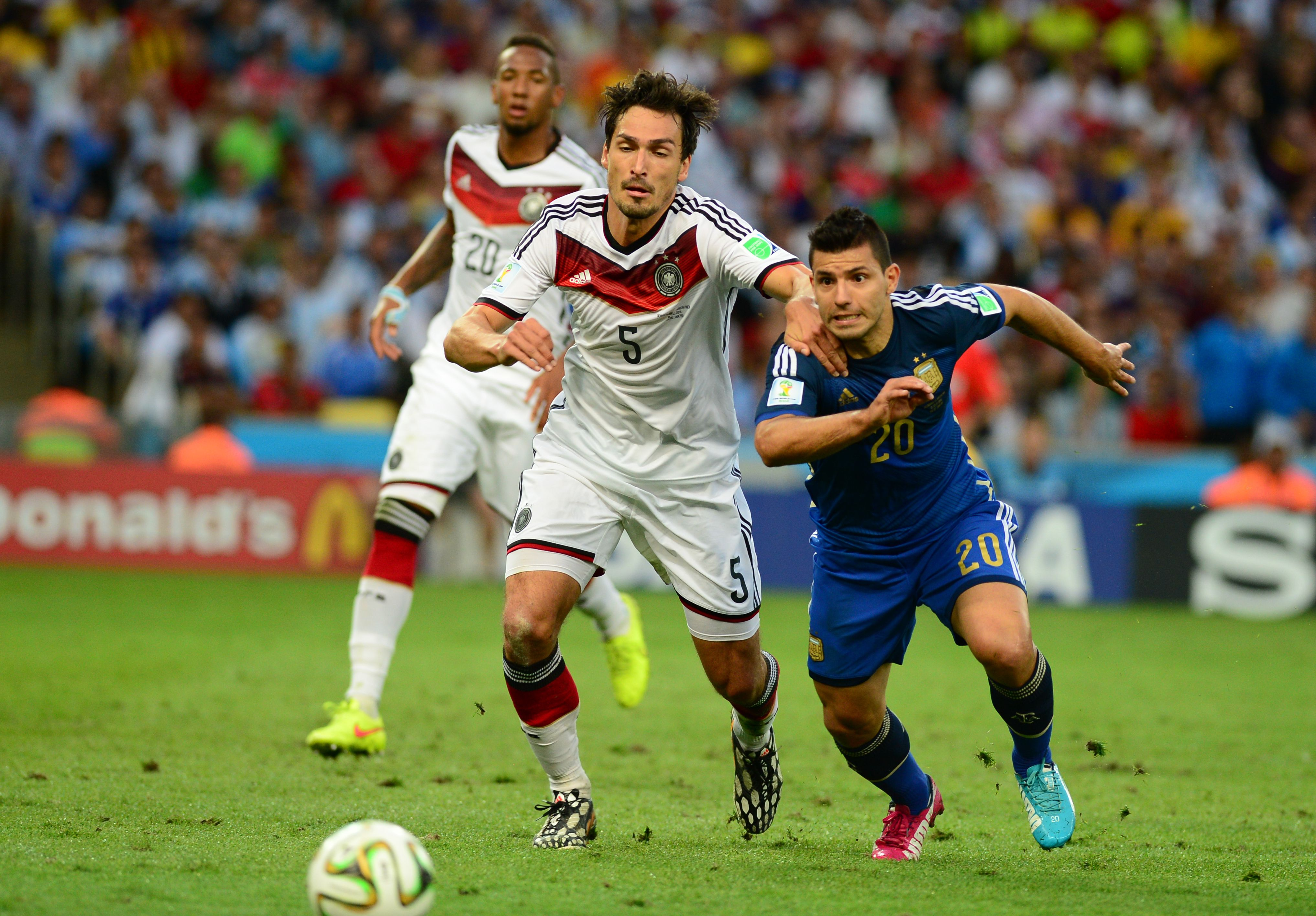
2014年世界盃決賽對陣德國的阿圭罗

### 2007年世青赛
在加拿大舉辦的2007年世界青年足球錦標賽中阿奎羅在小組賽第二場6-0大勝巴拿馬的比賽中上演帽子戲法，隨後阿古路在小組賽第三場對陣韓國的比賽中以任意球破門射入全場唯一的進球。球隊進入16強後球隊3-1淘汰了波蘭隊，他射入了3個球中的2個，半決賽擊敗了墨西哥隊，最終在決賽中2-1逆轉捷克隊取得了賽事冠軍，在決賽中阿古路射入了扳平的一球。最終他以出色的發揮和六個進球榮登賽事的金靴獎和金球獎。

### 2010年南非世界杯
2010年南非世界杯，阿圭罗代表阿根廷出战，他身披16号球衣。然而在大多数比赛中他只作为替补登场，虽然在与韓國队的小组赛中替补上场起到关键作用（一助攻，一间接助攻）。但总体而言，在当届大赛中，他的表现并不出彩，阿根廷也止步于八强，负于德国。

### 2011年美洲杯

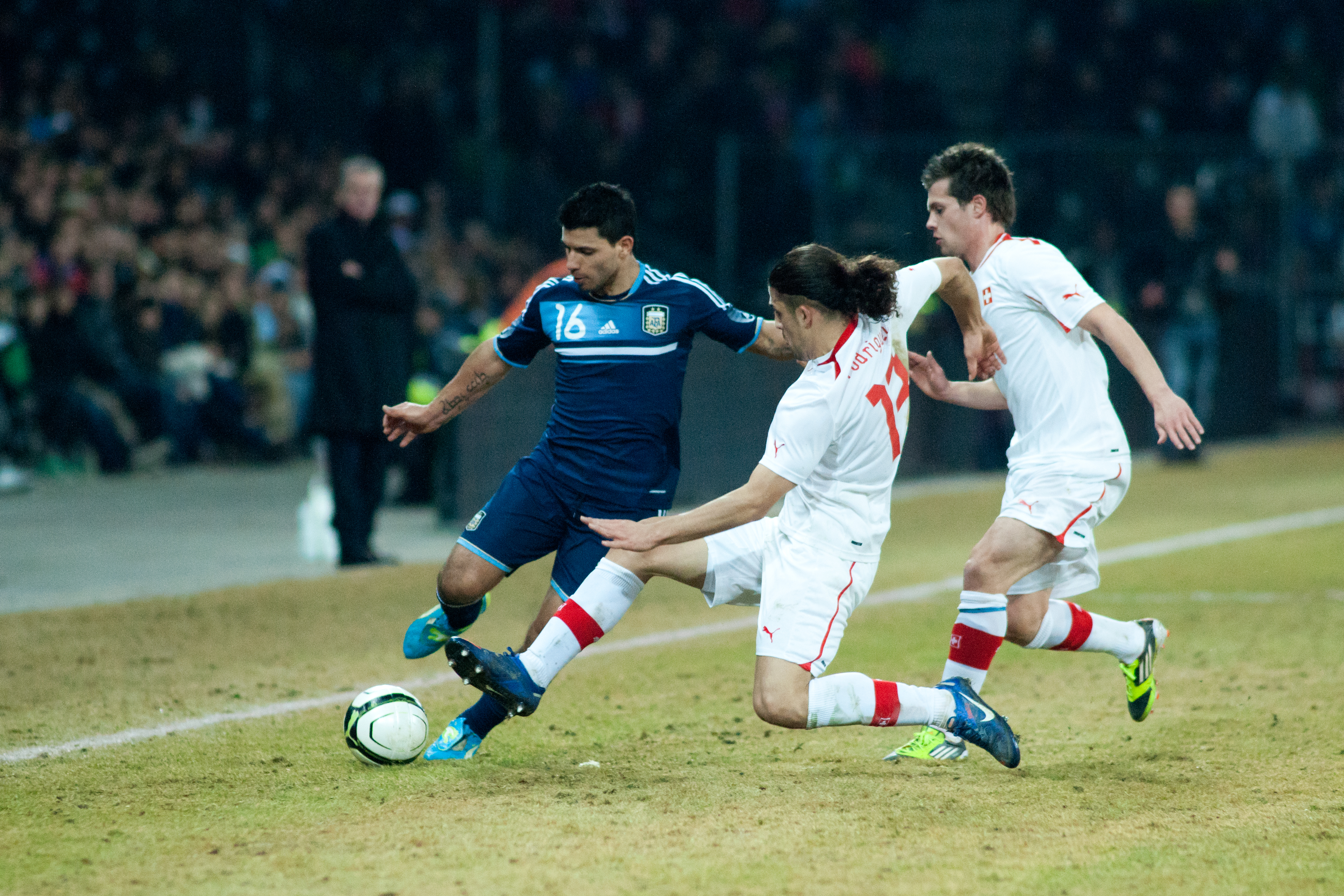
阿圭罗在2012年

2011年美洲杯，阿圭罗在首场小组赛替补登场的情况下为处于劣势的阿根廷攻入扳平的一球。其后在第三场小组赛中攻入两球。然而最终阿根廷亦止步于八强。同时，这届大赛之后，阿圭罗逐渐地上升为主力前锋，将当时处于变动期的压到替补席。

### 2014年巴西世界杯
阿圭罗入围2014年FIFA世界杯阿根廷队23人名单。6月15日，他与梅西并肩作战，成为阿根廷在马拉卡纳大球场以2-1击败波黑那场比赛的前锋。
阿根廷在2014年世界杯闯入了决赛，却在加时赛时被德国的格策绝杀，使阿根廷丧失了2006-2016黄金一代夺得世界大赛冠军的最好机会。

### 2016年美洲杯
2016年6月26日，阿根廷在100周年美洲盃決賽戰至互射十二碼中以2-4不敵智利，連續三年打入三次國際大賽決賽都屈居亞軍，隊長梅西及隊友馬斯查蘭奴宣佈退出國家隊，阿圭罗效法二人結束國家隊生涯。

### 2018年俄罗斯世界杯
2018年俄罗斯世界杯，阿圭罗复出，在与法国队的淘汰赛中，尽管当时比分已经2比4落后，阿根廷胜利无望，可他还是在比赛尾声时攻入一记精彩的头球将比分顽强扳至3比4。他并没有表现出特别的兴奋，因为比赛已经进入倒计时，他还希望可以继续战斗。

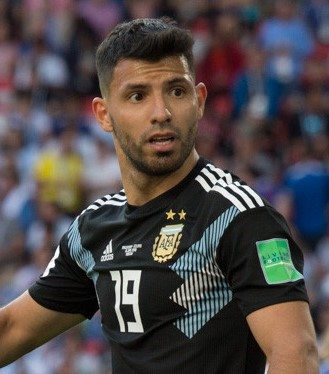
阿圭罗在俄罗斯世界杯上对阵冰岛

### 2021年美洲盃
2021年6月，阿古路入選了阿根廷參加2021年美洲國家盃的大名單。 7月10日，他隨隊獲得美洲盃冠軍。

### 2022年世界盃
2022年12月，已經退役的阿古路以球迷身份飛到卡塔爾為國家隊助威。其後教練史卡朗尼於戰勝克羅地亞進入決賽後邀請阿古路為阿根廷國家隊助理教練之一，並讓他跟美斯同住一個房間休息和睡覺，還有在訓練場中幫助訓練和指導其他球員，最後阿根廷成功奪冠。雖然阿古路未有為國家隊上陣，但球隊亦為他準備了一件19號球衣（阿古路使用的號碼），和還有一件3星的阿根廷球衣，讓他與球隊一同舉起大力神盃。完場後還充當美斯的“坐騎”複製前外父馬勒當拿當年那贏取世界杯那個經典場面。

## 技术特点
阿古路身高不高但身體强壮速度快，脚法犀利且射术强大，能够轻易地晃过对手并射门。阿圭罗往往能射出重炮级的射门，让对方守门员措手不及，全盛期是世界頂級神鋒之一。
|  | 爆发力和寻找战机能力很强，和罗马里奥颇为相似。——梅诺蒂 |

阿圭罗缺點是易傷，玻璃體質讓他很少健康打滿整個賽季，也常因傷缺陣國家隊比賽；但极高的进球效率依旧使他成为国家队队史第三射手，仅次于梅西和巴蒂斯图塔。

## 个人生活

### 家庭
阿圭罗曾与吉安妮娜·马拉多纳结婚，她是阿根廷传奇球星迭戈·马拉多纳的第二个女儿。2009年2月19日，两人的儿子本哈明·阿奎罗在西班牙马德里出生。2012年底两人离婚。2024年，与第三任女友索菲亚生下女儿奥利维亚（Olivia）。

### 感情
阿圭奎罗有三段被外界所知的感情，分別是前妻吉安妮娜·馬拉多納、阿根廷歌手卡麗娜以及索菲亞。2013年，阿奎罗与吉安尼娅离婚。2018-19赛季期间，阿奎罗与卡丽娜分手，但未透露具体时间。

### 轶闻
阿圭罗的绰号Kun来自于小时候喜欢的日本动画，他的邻居豪尔赫·切提将动画中主角所生活的山脉名Kum Kum为阿圭罗起了绰號。
在朋友关系上，阿古路与梅西的交情極為深厚，互為對方儿子的教父。在10年世界杯预选赛期间，同处一寝室的两人因通宵玩游戏《实况足球》而遭当时的教练馬拉多纳批评。
阿圭奎罗曾经与梅西一起做过FIFA 16的代言人。尽管梅西目前为实况足球系列代言，阿奎罗仍然在玩FIFA游戏。

## 職業生涯統計

### 球會
最後更新：2021-2022赛季.
| 球會             | 賽季               | 聯賽               | 聯賽 | 聯賽 | 盃賽 | 盃賽 | 聯賽盃 | 聯賽盃 | 洲際 | 洲際 | 其他 | 其他 | 總數 | 總數 |
| 球會             | 賽季               | 組別               | 上陣 | 入球 | 上陣 | 入球 | 上陣   | 入球   | 上陣 | 入球 | 上陣 | 入球 | 上陣 | 入球 |
| ---------------- | ------------------ | ------------------ | ---- | ---- | ---- | ---- | ------ | ------ | ---- | ---- | ---- | ---- | ---- | ---- |
| 阿根廷獨立队     | 2002–03            | 阿根廷甲組足球聯賽 | 1    | 0    | —    | —    | —      | —      | 0    | 0    | —    | —    | 1    | 0    |
| 阿根廷獨立队     | 2003–04            | 阿根廷甲組足球聯賽 | 5    | 0    | —    | —    | —      | —      | 2    | 0    | —    | —    | 7    | 0    |
| 阿根廷獨立队     | 2004–05            | 阿根廷甲組足球聯賽 | 12   | 5    | —    | —    | —      | —      | 0    | 0    | —    | —    | 12   | 5    |
| 阿根廷獨立队     | 2005–06            | 阿根廷甲組足球聯賽 | 36   | 18   | —    | —    | —      | —      | 0    | 0    | —    | —    | 36   | 18   |
| 阿根廷獨立队     | 總數               | 總數               | 54   | 23   | —    | —    | —      | —      | 2    | 0    | —    | —    | 56   | 23   |
| 西班牙馬德里竞技 | 2006–07            | 西班牙足球甲級聯賽 | 38   | 6    | 4    | 1    | —      | —      | 0    | 0    | —    | —    | 42   | 7    |
| 西班牙馬德里竞技 | 2007–08            | 西班牙足球甲級聯賽 | 37   | 19   | 4    | 2    | —      | —      | 9    | 6    | —    | —    | 50   | 27   |
| 西班牙馬德里竞技 | 2008–09            | 西班牙足球甲級聯賽 | 37   | 17   | 1    | 0    | —      | —      | 9    | 4    | —    | —    | 47   | 21   |
| 西班牙馬德里竞技 | 2009–10            | 西班牙足球甲級聯賽 | 31   | 12   | 7    | 1    | —      | —      | 16   | 6    | —    | —    | 54   | 19   |
| 西班牙馬德里竞技 | 2010–11            | 西班牙足球甲級聯賽 | 32   | 20   | 4    | 3    | —      | —      | 4    | 3    | 1    | 1    | 41   | 27   |
| 西班牙馬德里竞技 | 總數               | 總數               | 175  | 74   | 20   | 7    | —      | —      | 38   | 19   | 1    | 1    | 234  | 101  |
| 英格兰曼城       | 2011–12            | 英格兰足球超级联赛 | 34   | 23   | 1    | 1    | 3      | 1      | 10   | 5    | —    | —    | 48   | 30   |
| 英格兰曼城       | 2012–13            | 英格兰足球超级联赛 | 30   | 12   | 4    | 3    | 0      | 0      | 5    | 2    | 1    | 0    | 40   | 17   |
| 英格兰曼城       | 2013–14            | 英格兰足球超级联赛 | 23   | 17   | 3    | 4    | 2      | 1      | 6    | 6    | —    | —    | 34   | 28   |
| 英格兰曼城       | 2014–15            | 英格兰足球超级联赛 | 33   | 26   | 1    | 0    | 1      | 0      | 7    | 6    | —    | —    | 42   | 32   |
| 英格兰曼城       | 2015–16            | 英格兰足球超级联赛 | 30   | 24   | 1    | 1    | 4      | 2      | 9    | 2    | —    | —    | 44   | 29   |
| 英格兰曼城       | 2016-17            | 英格兰足球超级联赛 | 31   | 20   | 5    | 5    | 1      | 0      | 8    | 8    | —    | —    | 45   | 33   |
| 英格兰曼城       | 2017-18            | 英格兰足球超级联赛 | 25   | 21   | 3    | 2    | 4      | 3      | 7    | 4    | —    | —    | 39   | 30   |
| 英格兰曼城       | 2018-19            | 英格兰足球超级联赛 | 33   | 21   | 2    | 2    | 3      | 1      | 7    | 6    | 1    | 2    | 46   | 32   |
| 英格兰曼城       | 2019-20            | 英格兰足球超级联赛 | 24   | 16   | 2    | 2    | 3      | 3      | 3    | 2    | —    | —    | 32   | 23   |
| 英格兰曼城       | 2020-21            | 英格兰足球超级联赛 | 12   | 4    | —    | —    | 1      | 0      | 7    | 2    | —    | —    | 20   | 6    |
| 英格兰曼城       | 總數               | 總數               | 275  | 184  | 22   | 20   | 19     | 11     | 69   | 43   | 2    | 2    | 387  | 260  |
| 西班牙巴塞罗那   |                    |                    |      |      |      |      |        |        |      |      |      |      |      |      |
| 2021-22          | 西班牙足球甲級聯賽 | 4                  | 2    | —    | —    | —    | —      | 1      | 0    | —    | —    | 5    | 2    |      |
| 總數             | 總數               | 4                  | 2    | —    | —    | —    | —      | 1      | 0    | —    | —    | 5    | 2    |      |
| 職業生涯統計總數 | 職業生涯統計總數   | 職業生涯統計總數   | 508  | 283  | 42   | 27   | 19     | 11     | 110  | 62   | 3    | 3    | 682  | 386  |

Notes
1. ↑  包括西班牙國王盃和 英格蘭足總盃
2. ↑  包括 欧洲冠军联赛, 欧足联欧洲联赛, 歐洲足協圖圖盃 和 南美解放者杯
3. ↑  包括 英格蘭社區盾, 西班牙超級盃 和 歐洲超級盃

### 國際大赛
最後更新：2021年12月15日
| 阿根廷國家足球隊 | 阿根廷國家足球隊 | 阿根廷國家足球隊 |
| 年度             | 上陣             | 入球             |
| ---------------- | ---------------- | ---------------- |
| 2006             | 2                | 0                |
| 2007             | 4                | 1                |
| 2008             | 9                | 4                |
| 2009             | 6                | 2                |
| 2010             | 5                | 2                |
| 2011             | 8                | 5                |
| 2012             | 7                | 2                |
| 2013             | 8                | 5                |
| 2014             | 10               | 1                |
| 2015             | 10               | 10               |
| 2016             | 11               | 1                |
| 2017             | 4                | 2                |
| 2018             | 12               | 3                |
| 2019             | 6                | 3                |
| 2020             | 0                | 0                |
| 2021             | 4                | 0                |
| Total            | 101              | 41               |

## 榮譽

### 球會
馬德里竞技
- 圖圖盃冠軍：2007
- 欧联杯冠軍：2009–10
- 歐洲超級盃冠軍：2010

 曼城
- 英超冠軍：2011–12，2013–14，2017-18，2018-19，2020-21
- 英格蘭足總盃冠軍：2018–19
- 英格蘭聯賽盃冠軍：2013–14，2015–16，2017–18，2018–19，2019–20，2020–21
- 英格蘭社區盾冠軍：2012，2018，2019

### 國家隊
阿根廷國家隊
- 世界青年足球錦標賽冠軍：2005，2007
- 奥运会金牌：2008
- 美洲杯冠軍：2021

### 個人
- 欧洲金童奖：2007年
- 世界青年足球錦標賽金靴獎：2007年
- 世界青年足球錦標賽金球獎：2007年
- 國際足球協會年度最佳青年球員：2007年
- 西班牙最佳拉丁美洲球員：2007/08年
- 曼城年度最佳球員：2011/12年
- 英格兰超级联赛金靴：2014/15年

## 外部連結
- 阿古路個人網頁 （页面存档备份，存于）
- 塞尔希奥·阿圭罗 （页面存档备份，存于） - Topforward
- Footballdatabase.com profile （页面存档备份，存于）
- Soccerway資料庫：塞尔希奥·阿圭罗